# オール・オブ・ザ・ナイト
「オール・オブ・ザ・ナイト」（All Day and All of the Night）は、イギリスのロックバンド キンクスが1964年にシングルとして発表した楽曲。

## 解説
イギリスのチャートで2位、アメリカのチャートで7位を記録した。
直前のシングル曲「ユー・リアリー・ガット・ミー」と同じく、この曲もパワーコードの単純な平行移動によるリフで成立しているが、FとGのコードのあとにBフラットを配置することで、前作より少しだけ作りこまれたリフになっている。しかし他の部分について言えば、リズムや構成は「ユー・リアリー・ガット・ミー」と酷似しており、バックコーラスや曲の進行、ギターソロもおおよそ同じである。
ドアーズの楽曲「ハロー・アイ・ラヴ・ユー」がこの曲に似ているとたびたび指摘されている。

## カバー
- この曲のカバーバージョンはいくつか存在するが、最も有名なものはストラングラーズによるカバーで、1988年にシングルとしてリリースされるとイギリスのシングルチャートで7位を記録した。
- これ以外では、ハードロックやヘヴィメタルのバンドに好んでとりあげられることが多い。プレイング・マンティスはデビューアルバム「戦慄のマンティス」で、スコーピオンズは「暗黒の蠍団」でカバーしている。
- 2012年に発売されたマツダ・アテンザのCMでは、本曲をチェロのインストゥルメントにアレンジしたものが使われた[1]。